# Alluaudomyia spinellii
Alluaudomyia spinellii är en tvåvingeart som beskrevs av Wirth och Eileen D. Grogan 1988. Alluaudomyia spinellii ingår i släktet Alluaudomyia och familjen svidknott.
Artens utbredningsområde är Colombia. Inga underarter finns listade i Catalogue of Life.